# Jakob Dirnböck
Jakob Franz Dirnböck (* 17. Dezember 1809 in Graz, Steiermark; † 9. August 1861 ebenda) war ein österreichischer Buchhändler, Herausgeber, Verleger und Schriftsteller. Er schrieb den Text zum Dachsteinlied, der steirischen Landeshymne, zu der Ludwig Carl Seydler die Musik komponierte.

## Leben und Wirken
Jakob Dirnböck wurde am 17. Dezember 1809 als Sohn einer angesehenen Bäckerfamilie in einem im Jahre 1900 abgerissenen Haus in der Herrengasse im Bezirk Innere Stadt in Graz geboren. An der Stelle seines Geburtshauses wurde in weiterer Folge das Gebäude der Grazer Wechselseitigen, das sich hier heute (Stand: 2020) noch immer befindet, errichtet. Seine Schulbildung erhielt er in seiner Heimatstadt, in der er unter anderem auch das Gymnasium besuchte, ehe er in die ebenfalls in Graz ansässige Müller’sche Buchhandlung in der Murgasse eintrat. Dort war er neben seiner Lehre auch als „Gedichteschreiber“ bekannt. Seine Gedichte wurden in Der Aufmerksame, der Beilage der Grätzer Zeitung, der damals größten Grazer Zeitung, abgedruckt. Zwischen 1831 und 1833 war Dirnböck auf Lehr- und Wanderschaft zur beruflichen Ausbildung in Wien und Prag, wo er weiter steirische Mundartdichtungen schrieb. Weitere Lehr- und Wanderjahre führten ihn von 1834 bis 1843 nach Breslau, Oppeln, Augsburg, Ulm und Luzern. Im Jahre 1844 eröffnete er in seiner Heimatstadt – ebenfalls in der Murgasse – eine eigene Buchhandlung. 

### Dachsteinlied
Als noch im selben Jahr die im Jahre 1819 von Erzherzog Johann (1782–1859) gegründete Steiermärkische Landwirtschaftsgesellschaft ihr 25-jähriges Bestehen feierte, schrieb Dirnböck zu diesem Anlass ein zehnstrophiges Lied, dem er den Namen Der Steirer Land. Hoch vom Dachstein. gab. Vom Grazer Domorganisten Ludwig Carl Seydler (1810–1888) stammte wiederum die Melodie zum Lied (G-Dur im Dreivierteltakt), das erstmals beim Festakt der Landwirtschaftsgesellschaft am 16. Oktober 1844 gespielt und von einem vierköpfigen Männerchor uraufgeführt wurde. Nach dem datierten und signierten Autograph des Komponisten entstand das Lied offiziell am 18. Mai 1844, woraufhin man fünf Monate auf die Uraufführung wartete. Die detaillierte Lithografie der Erstdruckausgabe des später als Dachsteinlied bezeichneten Liedes zeigt eine vom Giebel eines alten Wirtshauses flatternde lange Fahne, auf der Text und Melodie des Liedes abgedruckt sind. Am Himmel darüber sind die Porträts von Matthias Constantin Capello von Wickenburg, dem damaligen Gouverneur des Herzogtums Steiermark, Erzherzog Johann, dem Gründer  und  Präsidenten  der  Steiermärkischen  Landwirtschaftsgesellschaft, sowie Ignaz Maria von Attems-Heiligenkreuz, dem damaligen Landeshauptmann der Steiermark, abgebildet. Darunter sowie an beiden Flanken der Fahne gruppieren sich Darstellungen des heimischen Volkslebens. Die Lithographie erschien im Eigenverlag des Textdichters Jakob Dirnböck in Graz.
Die erste Fassung des Textes, den Dirnböck geschrieben hatte, wurde jedoch in weiterer Folge von ihm umgeändert und daraufhin in abgekürzter Version veröffentlicht. Ebendiese 1844 veröffentlichte Fassung wird heute (Stand: 2020) noch immer gesungen. Als anderen Komponisten die Urheberschaft zugeschrieben wurde – darunter Franz Abt oder Friedrich Sucher – ließ Ludwig Carl Seydler auf eigene Kosten das Werk in Druck legen. Nach den ersten Vorführungen des Liedes geriet es beinahe in Vergessenheit, fand dann nach einigen Jahren doch zu einer immer größer werdenden Verbreitung und wurde schon bald bei jeder patriotischen Feier in der Steiermark gesungen. Durch die steigende Popularität wurden schließlich am 3. Juli 1929 vom Steiermärkischen Landtag die Melodie und der Text der ersten drei sowie der letzten der ursprünglich zehn Strophen zur steirischen Landeshymne erhoben. Seit einigen Jahrzehnten kamen immer wieder Diskussionen über den Text der Hymne, da dieser eine geografische Ausdehnung der Steiermark ins heutige Slowenien hinein beschreibt, auf. Diese traf zu der Zeit, als Dirnböck den Text geschrieben hatte, zwar noch zu, ist aber heute nicht mehr aktuell. Der heute diskutierte Bereich, der in den Versen 2 und 4 erwähnt wird (Savetal und Drautal), war damals Teil der Untersteiermark und somit Teil des Kronlandes und befindet sich heute in der inoffiziellen Gegend namens Štajerska, eine Bezeichnung, die im heutigen Slowenischen jedoch auch für das österreichische Bundesland Steiermark verwendet wird.

## Leben und Wirken nach dem Dachsteinlied
Mit seiner eigenen Buchhandlung war Dirnböck nebenbei als Verleger von Schulbüchern und volkstümlichen Schriften sowie als Herausgeber von Zeitschriften tätig. Besonders bedeutend war er jedoch als Volksschriftsteller. So schrieb er unter anderem Briefe des Hans Michel aus Obersteier an seinen Göd, den Sensenschmied in der Oed, eine humorvolle Mundartdichtung, die auch über die Grenzen von Graz und der Steiermark hinaus bekannt war und von 1845 bis 1848 als Zeitschrift herausgegeben wurde. Ab 1847 gab er den Kalender – lt. anderer Quelle: eine Zeitschrift – Der innerösterreichische Heimatfreund, der wertvolle Artikel zur Landeskunde enthielt, heraus. Im Sturmjahr 1848 brachte er die beiden kurzlebigen Zeitschriften Blätter der Freiheit und des Fortschrittes und „Der“ Steirische Landbote heraus. 1851 ging er einen Gesellschaftsvertrag mit dem ebenfalls in Graz ansässigen Verleger Karl (Carl) Mühlfeit ein, trat jedoch bald darauf wieder aus dem Vertrag aus und gab zudem seine Buchhandlung auf. Im Jahr 1855 gründete er eine Leihbibliothek in der Hafnerstraße 323 nahe der Kettenbrücke im Dr. Göth’schen Haus.
Mit der Leihbibliothek waren er und seine Frau  Elise (geborene Petzlederer), die er am 9. November 1846 geheiratet und mit der er drei Töchter hatte, finanziell abgesichert. Die Leihbibliothek sowie die Wohnung der Familie befand sich im selben Haus. Die Wohnung befand sich im 4. Stock zur Hofstiege hin – heute befindet sich an dieser Stelle die Adresse Kaiser-Franz-Josef-Kai 2 (Eckhaus Murgasse). Am 9. August 1861 starb Dirnböck im Alter von 51 Jahren in seiner Wohnung an „tiphösem Fieber“ und wurde in weiterer Folge am St. Peter Stadtfriedhof in Graz beigesetzt. Die Grazer Tagespost vom 11. August 1861 gab „Gehirnlähmung“ als Todesursache Dirnböcks an. Zu seinen Ehren benannte die Grazer Stadtregierung danach eine Gasse; die Jakob-Dirnböck-Gasse befindet sich in der Nähe des Botanischen Gartens im Bezirk Geidorf. Der damalige Kulturstadtrat von Graz, Helmut Strobl (1943–2019), initiierte nach Nachforschungen des Steiermärkischen Landesarchivs im Jahre 1989 die Anbringung einer Gedenktafel an Dirnböcks Sterbehaus (lt. dem Literatur- und kulturgeschichtlichen Handbuch der Steiermark im 19. Jahrhundert bei der heutigen Adresse Paradeisgasse 1; im gleichen Häuserblock, nur beim gegenüberliegenden Gebäude).